# PGC 214251
LEDA/PGC 214251 ist eine spiralförmige Radiogalaxie mit weit auseinandergezogenen Spiralarmen im Sternbild Bärenhüter am Nordsternhimmel. Sie ist schätzungsweise  Millionen Lichtjahre von der Milchstraße entfernt und hat eine Ausdehnung von etwa 75.000 Lichtjahren. Vom Sonnensystem aus entfernt sich das Objekt mit einer errechneten Radialgeschwindigkeit von näherungsweise 9.200 Kilometern pro Sekunde.
Gemeinsam mit IC 4408 bildet sie das isolierte, gravitativ gebundene Galaxienpaar Holm 635.
Im selben Himmelsareal befinden sich unter anderem die Galaxien PGC 1877768, PGC 1888906, PGC 1891023. PGC 1891845.